# Siège de Thionville (1870)
Pour les articles homonymes, voir Siège de Thionville.
Guerre franco-prussienne
Batailles
- Chronologie de la guerre franco-prussienne de 1870
- Sarrebruck (08-1870)
- Wissembourg (08-1870)
- Forbach-Spicheren (08-1870)
- Wœrth (08-1870)
- Bitche (08-1870)
- Phalsbourg (08-1870)
- Borny-Colombey (08-1870)
- Strasbourg (08-1870)
- Mars-la-Tour (08-1870)
- Toul (08-1870)
- Gravelotte (08-1870)
- Metz (08-1870)
- Nouart (08-1870)
- Beaumont (08-1870)
- Noisseville (08-1870)
- Sedan (08-1870)
- Montmédy (09-1870)
- Soissons (09-1870)
- Siège de Paris et chronologie du siège (09-1870)
- Nompatelize (10-1870)
- Bellevue (10-1870)
- Châtillon (10-1870
- Châteaudun (10-1870)
- Buzenval (10-1870)
- Bourget (10-1870)
- Dijon (10-1870)
- Belfort (11-1870)
- La Fère (11-1870)
- Langres (11-1870)
- Bouvet et Meteor (navale) (11-1870)
- Coulmiers (11-1870)
- Thionville (11-1870)
- Châtillon-sur-Seine (11-1870)
- Villers-Bretonneux (11-1870)
- Beaune-la-Rolande (11-1870)
- Champigny (11-1870)
- Orléans (12-1870)
- Loigny (12-1870)
- Châteauneuf (12-1870)
- Beaugency (12-1870)
- Longeau (12-1870)
- l’Hallue (12-1870)
- Siège de Péronne (1871)
- Bapaume (01-1871)
- Villersexel (01-1871)
- Le Mans (01-1871)
- Héricourt (01-1871)
- Saint-Quentin (01-1871)
- Buzenval (01-1871)

Le siège de Thionville, de la fin d'août au 24 novembre 1870, est un épisode de la guerre franco-allemande de 1870 survenu à Thionville (Moselle). La petite garnison française repousse une tentative d'attaque le 14 août. Elle est soumise à un blocus puis assiégée à partir du 13 novembre. Après la capitulation de Metz, survenue le 28 octobre 1870, les Prussiens déplacent vers Thionville une partie de leur puissante artillerie. Bombardée à partir du 22 novembre, la place capitule le 24 novembre. La prise de Thionville et celle de Montmédy un mois plus tard donnent aux Allemands la maîtrise du chemin de fer jusqu'au front de Picardie.

## Le siège
Au début de la guerre, la petite forteresse de Thionville est mise en état de siège en juillet 1870. Elle sert de base de ravitaillement au 4e corps d'armée (général Paul de Ladmirault). Sa garnison, commandée par le colonel Turnier, se compose d'un bataillon de Garde nationale plus quelques cuirassiers et dragons.
Le 12 août, une patrouille de cuirassiers prussiens fait une reconnaissance près d'une porte de la ville et constate qu'elle n'est que faiblement défendue. Elle fait son rapport au général Gneisenau qui, recueillant divers renseignements, conclut que la place peut être prise par un coup de main. Tandis que la 3e division de cavalerie se tient en observation à distance, la 31e brigade d'infanterie, dans la nuit du 13 au 14, se dirige vers la place avec des échelles et des explosifs. Débouchant du bois de Yutz vers 3h du matin, elle se heurte à un détachement français qui ouvre le feu ; en même temps, un éclaireur prussien s'aperçoit qu'une crue de la Moselle rend le passage impraticable à gué. Les Prussiens se retirent sans résultat.

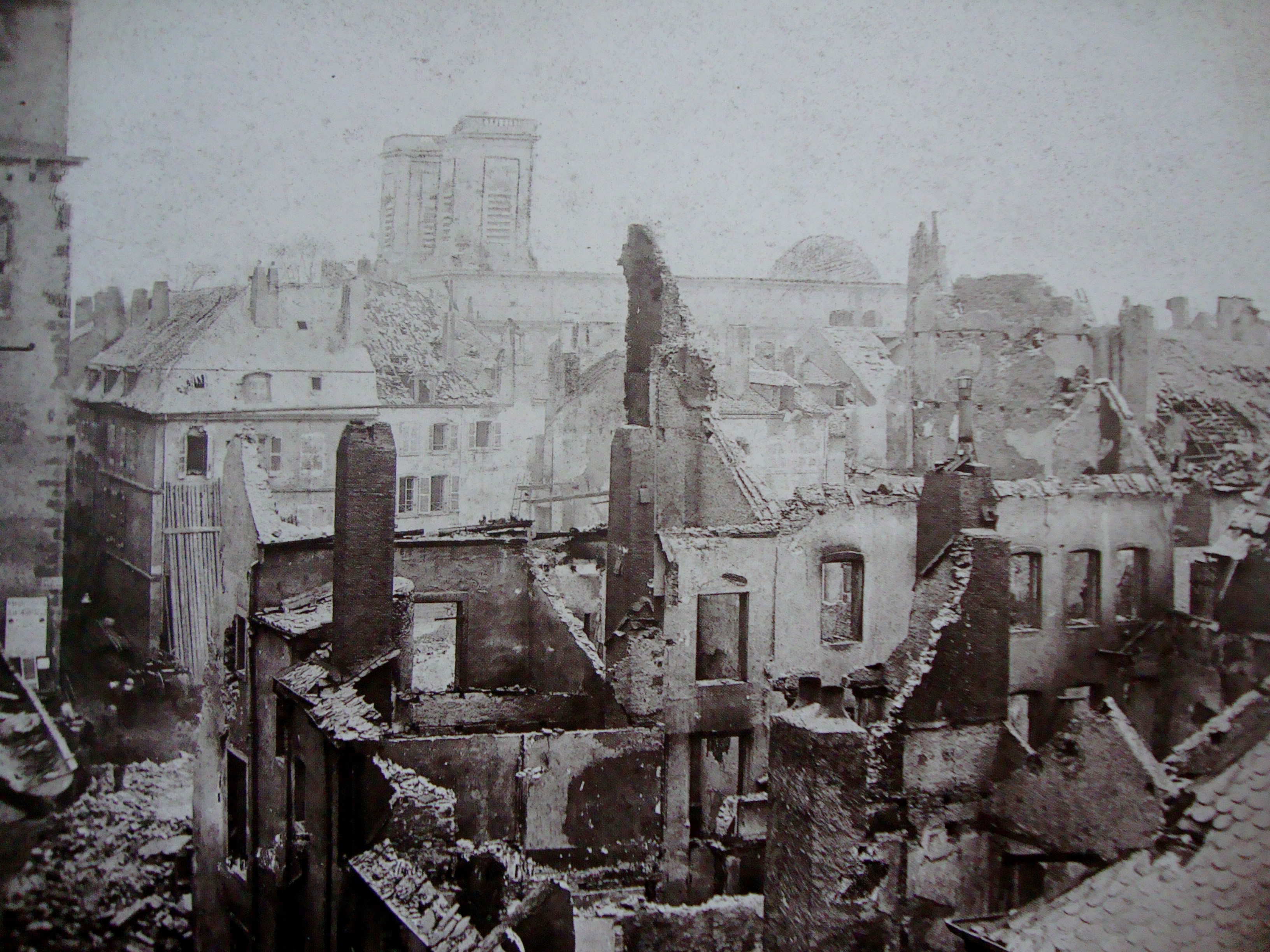
Thionville après le bombardement de 1870.

Après la défaite de Saint-Privat-Gravelotte, le 18 août 1870, la principale armée française, commandée par le maréchal Bazaine, s'enferme dans Metz où elle est assiégée par l'armée prussienne. Les Prussiens décident alors d'encercler Thionville, défendue par des troupes régulières et des gardes mobiles (deux compagnies du 44e régiment d'infanterie de ligne et 4e bataillon de mobiles de la Moselle), pour l'empêcher de soutenir la garnison de Metz. Ils adressent un ultimatum au grand-duché de Luxembourg, frontalier de Thionville et relié à cette ville par le chemin de fer des Ardennes, pour qu'il cesse d'apporter une aide aux assiégés. 
La 14e division d'infanterie commandée par Georg von Kameke prend position devant la ville le 13 novembre. La place, peu fortifiée, est cependant couverte par deux lignes de hauteurs, des inondations et des marécages. Le 22 novembre, les assiégeants ouvrent le bombardement avec 85 pièces d'artillerie, accompagné d'une attaque d'infanterie qui donne peu de résultats en raison des fortes pluies. Le 24 novembre, la place capitule : les Allemands prennent 4 000 prisonniers ainsi que 199 canons et des approvisionnements importants.

## Conséquences
Les gardes nationaux sont autorisés à rentrer dans leurs foyers,. Les troupes allemandes d'Edwin von Manteuffel qui encerclaient Thionville sont aussitôt affectées au siège de Montmédy qui capitule à son tour le 14 décembre, donnant aux Allemands la maîtrise du chemin de fer de Sedan à Thionville.
Lors du traité de Francfort (10 mai 1871), Thionville fait partie des territoires d'Alsace-Lorraine cédés à l'Empire allemand. Une partie de la population citadine émigre vers la France pour ne pas devenir allemande.